# Барбариуш, Алексей Эдуардович
Алексей Эдуардович Барбариуш (14 июня 1949 — 11 августа 2020) — советский регбист и спортивный функционер, первый вице-президент Союза регбистов России в 1998—2001 годах, президент Фонда ветеранов регби в 2008—2020 годах. Мастер спорта СССР по регби, самбо и баскетболу.

## Биография

### Спортивная карьера
До регби занимался баскетболом вместе с Татьяной Овечкиной. Позже был приглашён Владимиром Некрасовым в регбийную секцию московского «Динамо», начал заниматься в команде в 1968 году и выступал за неё до 1973 года. Один сезон отыграл за «Автомобилист», позже перешёл в «Славу» (команда МАИ).
Дважды серебряный призёр чемпионата СССР в составе «Славы» 1976 и 1977 годов (команда пропускала вперёд только команду ВВА им. Гагарина). По собственным воспоминаниям, самым важным матчем считал 11 июня 1977 года, когда в этот день у него родился сын Алексей, также ставший регбистом. Изначально наставник команды «Слава» Эдгард Татурян оставил Барбариуша на скамейке запасных в игре против тбилисской «Иверии», однако «Слава» уступала после первого тайма 3:4. В перерыве Барбариуш всё же вышел на замену и занёс четыре попытки, принеся москвичам победу.
В составе московского «Локомотива» стал серебряным призёром чемпионата СССР 1980 года, в том же году выиграл Кубок СССР. В 1981 году вернулся в «Славу», выиграв с ней Кубок СССР; в финале он соперничал со своими воспитанниками Романом Маликовым и Евгением Астаховым — «Слава» нанесла поражение «Локомотиву» 9:6 и выиграла первый Кубок СССР. Трижды попадал в списки 30 сильнейших игроков чемпионата СССР с 1975 по 1977 годы. За сборную СССР Барбариуш сыграл 13 матчей (вызывался с 1976 по 1978 годы и в 1980 году), набрал в них 12 очков. Мастер спорта СССР по регби.

### Инженер и менеджер
Окончил Московский химико-технологический институт в 1973 году и Московский институт управления имени Серго Орджоникидзе в 1985 году. С 1975 по 1986 годы — главный технолог 2-го Часового завода (ныне МОАО «Слава»), заместитель начальника цеха. В 1986—1989 — главный инженер Московского ПО «Ювелирпром» (Союзювелирпром Минприбор СССР). Соавтор патента от 7 декабря 1991 года № 1696938 «Способ определения содержания металла в партии полосы»
После распада СССР руководил рядом предприятий, связанных с производством драгоценных металлов и ювелирных изделий:
- 1990—1995: директор ТОО «Фирма „Карат“» и член совета директоров АООТ МПФТК «Ювелирпром»[12]
- 1995—1997: президент и председатель совета директоров АООТ МПФТК «Ювелирпром» (с июня 1995 года)[13]
- 1997—2001: генеральный директор ЗАО «Бриллиантовый сертификат»[14]
- С 2001 года: заместитель генерального директора и генеральный директор «ЗАО часовых механизмов „Полёт“» (Первый Московский часовой завод)[15]

Был почётным президентом Союза культурно-развлекательных центров г. Москвы.

### Спортивный функционер
Как тренер подготовил двух игроков сборной СССР по регби: Романа Маликова и Евгения Астахова. В 1978 году Александр Григорьянц и начальник физподготовки десантной дивизии Владимир Левишин уговорили Барбариуша переехать в Фергану: руководство Азиатского военного округа пригласило Алексея Эдуардовича на должность тренера ферганского «Факела», который за год стал одним из лучших клубов первой лиги СССР, заняв 3-е место. Его команда играла против топовых московских клубов «Фили» и «Локомотив» из Высшей лиги, а также обыгрывала крепкую команду КПИ из Киева. По воспоминаниям Барбариуша, его подопечные из воздушно-десантных войск участвовали в штурме дворца Амина.
С 1998 по 2001 годы Барбариуш был первым вице-президентом Союза регбистов в России. В 2008 году при его непосредственном участии был создан Фонд ветеранов регби, которым Барбариуш руководил до своей кончины. Также он был руководителем Совета ветеранов спорта при Комитете национальных и неолимпийских видов спорта России.

## Достижения и награды

### Спортивные
- Серебряный призёр чемпионата СССР: 1976, 1977 (Слава), 1980 (Локомотив)
- Обладатель Кубка СССР: 1980 (Локомотив), 1981 (Слава)
- Мастер спорта СССР по регби (1976)[18]
- Мастер спорта СССР по баскетболу[2]
- Мастер спорта СССР по самбо[2]
- В списке 30 лучших игроков чемпионата СССР: 1975, 1976, 1977[19]
- Заслуженный тренер Узбекской ССР[5]

### Гражданские
- Медаль ордена «За заслуги перед Отечеством» II степени (30 июля 1999, указ президента № 945)[2] — за заслуги перед государством, большой вклад в развитие металлургической промышленности и многолетний добросовестный труд[20]
- Медаль «В память 850-летия Москвы»[2]